# El álbum (Fricción)
El álbum es un compilado del grupo argentino Fricción, editado en 1994 por Interdisc-PolyGram.
Esta recopilación fue lanzada cuando Fricción ya se habían separado, incluye en un CD los dos álbumes oficiales de la banda completos: Consumación o consumo y Para terminar.

## Lista de temas
1. Máquina veloz
2. Lluvia negra
3. Instantes de Cielo
4. Sin plegarias
5. Enjaulados
6. Amar con lástima
7. Para terminar
8. Héroes
9. Perdiendo el contacto
10. Arquitectura moderna
11. Autos sobre mi cama
12. Entre sábanas
13. A veces llamo
14. Durante la demolición
15. Prisión emocional
16. Gabinetes de amor